# Miss Kiss Kiss Bang
Chansons représentant l'Allemagne au Concours Eurovision de la chanson
Disappear
(2008) Satellite
(2010)
Miss Kiss Kiss Bang est la chanson représentant l'Allemagne au Concours Eurovision de la chanson 2009. Elle est interprétée par le duo Alex Swings Oscar Sings! formé du producteur allemand Alex Christensen et du chanteur américain Oscar Loya.

## Histoire
L'année précédente, la chanson Disappear du groupe No Angels termine à la 23e place avec 14 points. La NDR décide d'organiser la sélection en faisant participer le public et un jury. Les membres de ce jury sont Guildo Horn, Peter Urban, Heinz Canibol et Thomas Schreiber.
La chanson Miss Kiss Kiss Bang remporte la sélection. Elle est présentée lors de la cérémonie des Echos le 21 février 2009.
La chanson parle d'un homme qui perd son âme auprès de Mrs. Kiss et tombe amoureux d'elle.
Le clip montre Oscar Loya et Alex Christensen traçant la route à bord d'une Ford Thunderbird. Ils s'arrêtent et finissent par rencontrer beaucoup de belles femmes avec qui ils dansent.
Lors de sa prestation au concours, Alex Swings Oscar Sings! est accompagné par l'artiste new burlesque Dita von Teese. L'Union européenne de radio-télévision a interdit qu'elle fasse un strip-tease lors des répétitions. Alex Christensen est assis au piano et Oscar Loya chante la chemise ouverte en compagnie de deux danseuses. Alex Christensen introduit Dita von Teese qui est assise sur un divan ou s'y étire. Elle joue la séductrice avec Oscar Loya en dansant avec un fouet.
La chanson obtient 35 points et finit à la 20e place.